# Euphorbia caerulescens
Az Euphorbia caerulescens a Malpighiales rendjébe, ezen belül a kutyatejfélék (Euphorbiaceae) családjába tartozó faj.

## Előfordulása
Az Euphorbia caerulescens eredeti előfordulási területe a Dél-afrikai Köztársaság.

## Megjelenése
A vastag, pozsgás, 50-150 centiméteres szárain sok tövis található - emiatt kaktuszszerűnek néz ki. Egy-egy szár csak ritkán ágazik el; a színezete kékesszürkés, vagy -zöldes; 4-6 oldalú és szelvényezett - egy-egy szelvény 4-8 centiméteres. A szárak tetején cyathiumok - főleg a kutyatejfélék családjában előforduló virágzat; a virágzat középpontjában egy rendszerint hosszú kocsányon kilógó termős virág van, melyet egyetlen porzóból álló porzós virágok és egy csészeszerű burok vesz körül; ezek a sajátos kis virágzatok maguk is gyakran virágzatot alkotnak - ülnek. Az Euphorbia caerulescens tejszerű nedvet tartalmaz, mely az ember számára mérgező.

## Életmódja
A kavicsos alföldeken, valamint a hegyoldalakon nő. Szárazságtűrő növény. Ahol nő, ott általában a domináns fajjá válik.

## Képek

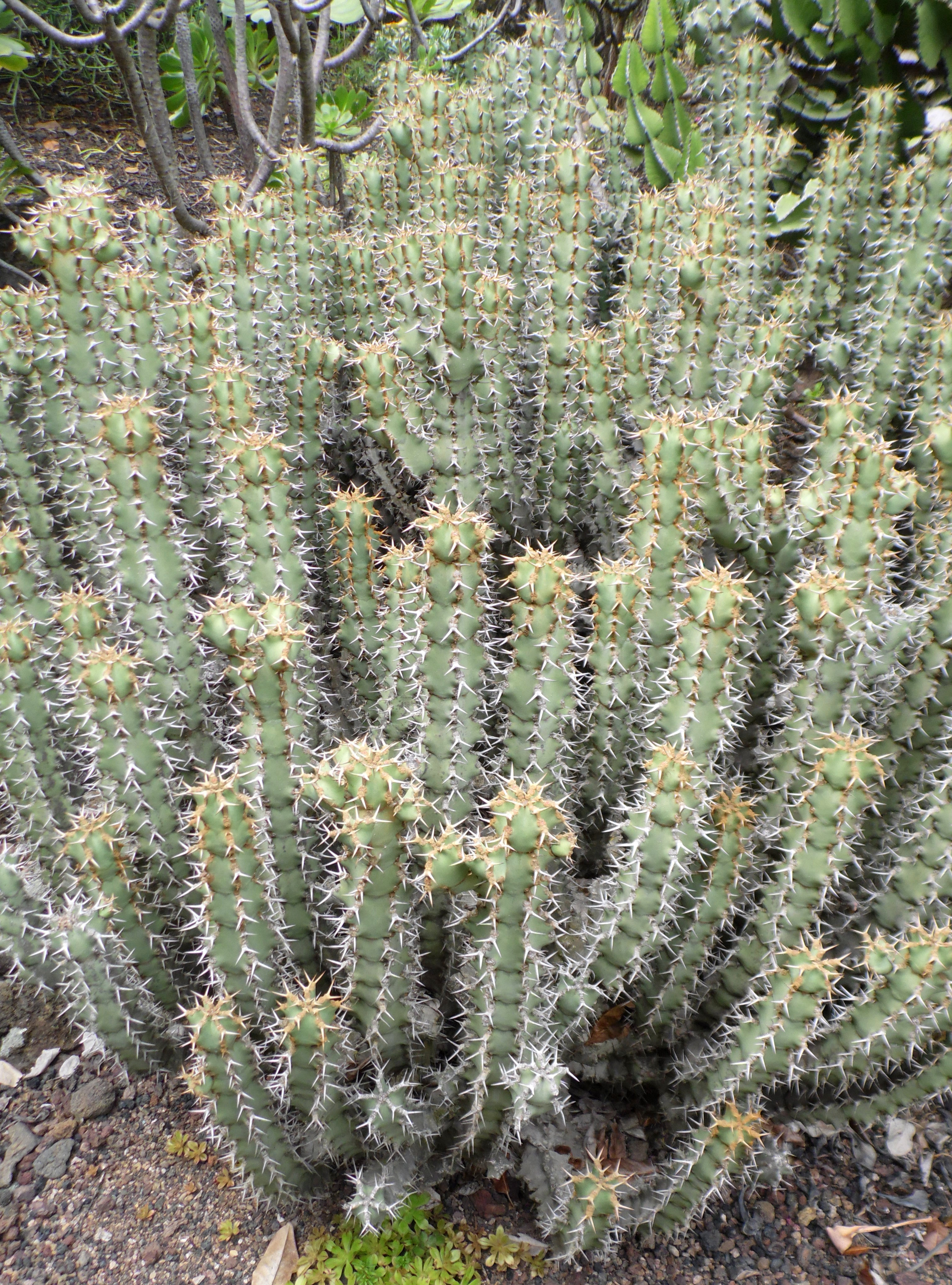
A növény
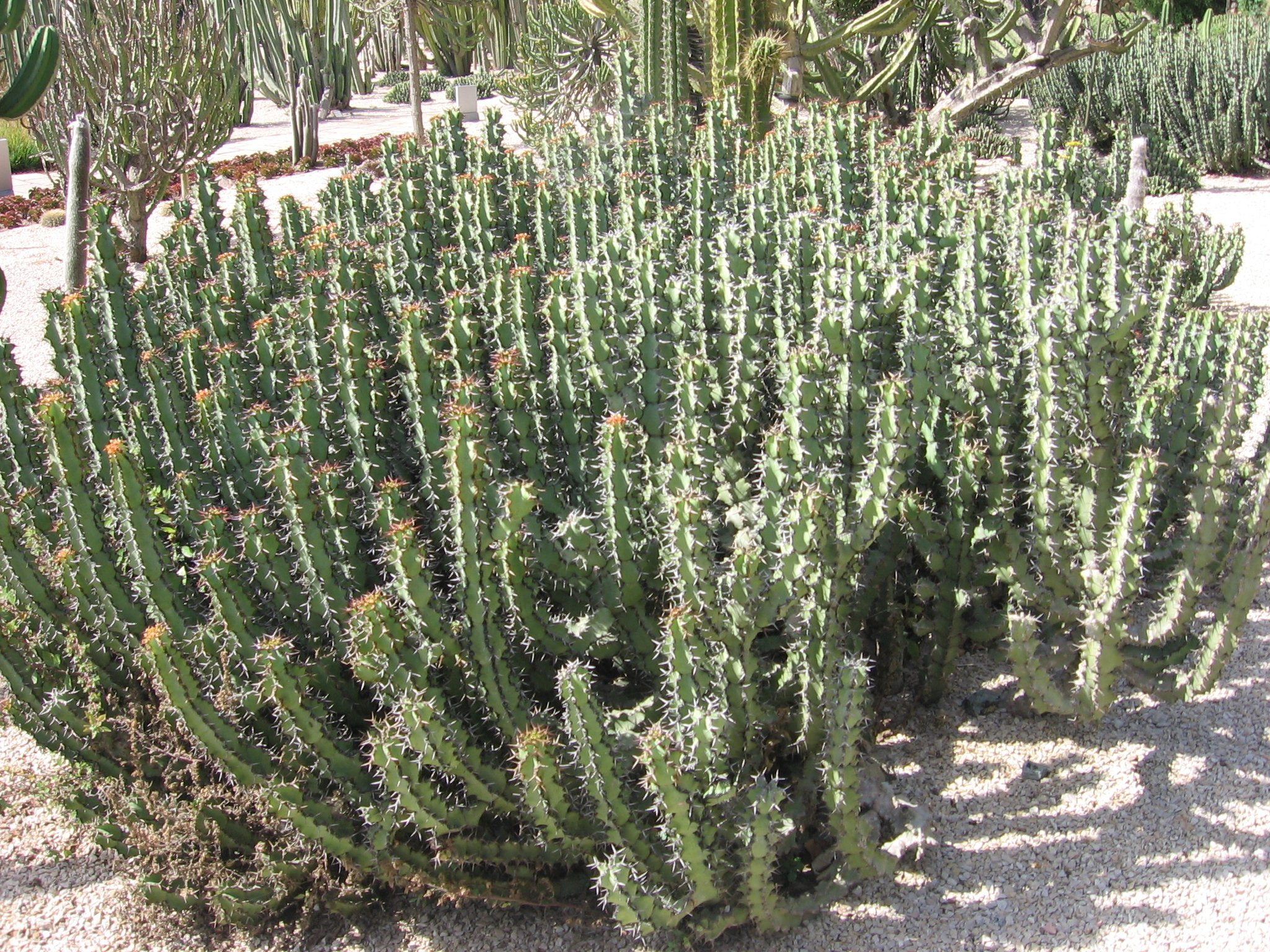
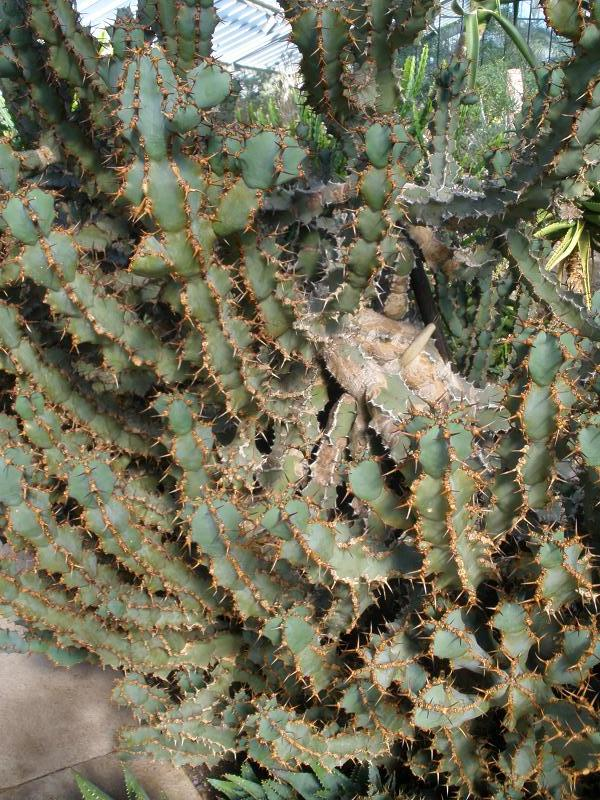
A kaktuszszerű szárai
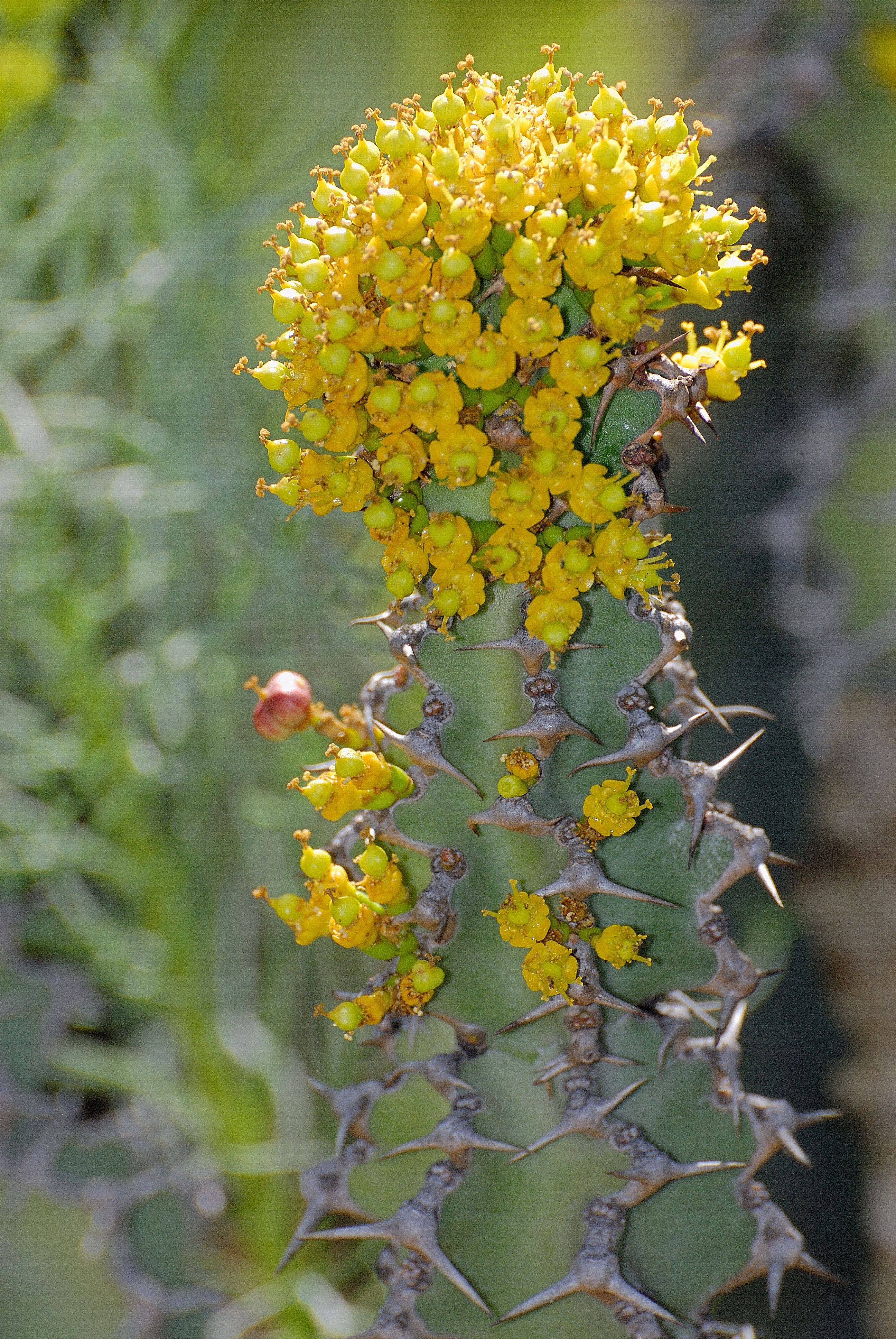
Virágai